# Maracás (futbolista)
Jóbson de Brito Gonzaga (27 de abril de 1994), más conocido como Maracás, es un futbolista profesional brasileño que juega como defensa en el club Paços de Ferreira.

## Carrera profesional
Maracás hizo su debut profesional con Vitória en una derrota por 2-0 en el Campeonato Brasileño de Serie B ante Sampaio Corrêa el 8 de mayo de 2015. El 14 de junio de 2019, fichó por el Paços de Ferreira en la Primeira Liga portuguesa.